# Caleb Carr
Caleb Carr (New York, 2 agosto 1955 – Cherry Plain, 23 maggio 2024) è stato un romanziere ed esperto di storia militare statunitense.

## Biografia
Figlio di Lucien Carr, nacque il 2 agosto 1955 a New York, dove studiò e ottenne un Bachelor of Arts in Storia presso la New York University. Fu autore di molti romanzi: L'alienista, L'angelo delle tenebre, Casing the Promised Land, Killing Time, The Italian Secretary, un romanzo poliziesco ancora inedito in Italia, con protagonista il celeberrimo investigatore Sherlock Holmes. 
Scrisse il saggio Terrorismo. Perché ha sempre fallito e fallirà ancora, dopo gli attentati terroristici dell'11 settembre 2001. 
Carr partecipò anche al programma della PBS American Experience in qualità di ospite commentatore, ad esempio per l'episodio riguardante il sistema metropolitano newyorkese, la New York Underground.
Visse a nord di New York in una fattoria chiamata Misery Mountain nella città di Berlin nella contea di Rensselaer. Insegnò per tre semestri storia militare al Bard College in qualità di visiting professor. Fu intimo amico dello storico James Chace, col quale collaborò ad America Invulnerable: The Quest for Absolute Security from 1812 to Star Wars. 
Contribuì alla sceneggiatura di Dominion: Prequel to the Exorcist e di Exorcist: The Beginning e interpretò il "Proprietario Del Bar Cinico" in "200 Cigarettes".

## Carr e i Sioux
L'autore recensì un libro sulla ribellione dei Sioux del 1862 sul Times Book Review. Il cosiddetto "scontro del Minnesota", e la condanna a morte commutata dal presidente Abraham Lincoln per 38 guerrieri Sioux, una sentenza rimasta tuttora la più ampia esecuzione di massa nella storia giudiziaria degli Stati Uniti, fu considerato da Carr come «una guerra totale tra due nazioni rivali per il controllo di un territorio per cui entrambi i gruppi erano disposti a morire». Tuttavia, in tale scontro vi fu anche, a detta di Carr, un'asimmetria di base: mentre per i colonizzatori, "la colonizzazione era l'ultima speranza", avendo essi messo "in gioco (...) le loro stesse vite nella speranza di costruirsi un futuro in un nuovo paese", per i Sioux invece vi fu la possibilità di migrare verso Ovest, non essendo forzati allo scontro.
Carr non considerò lo scontro esaltante, apprezzando tuttavia l'autore del libro per la sincerità con cui ammise le colpe di entrambe le nazioni. Carr utilizzò termini fortemente negativi per descrivere i Sioux, sebbene non nascose mai le colpe dei colonizzatori, per i quali utilizzò connotazioni meno negative.
Carr, inoltre, criticò fortemente la cosiddetta malvagia politically correctness, quella moda della correttezza politica, unendosi all'impostazione generale del "Times", pubblicazione su cui lo sterminio degli indigeni americani venne definito "la presunta morte di migliaia di persone".

## Opere

### Romanzi

#### Trilogia di Kreizler
- L'Alienista (The Alienist, 1994), traduzione di Annamaria Biavasco e Valentina Guani, Collana Omnibus stranieri, Milano, Mondadori, 1995,  p. 528, ISBN 978-88-043-9277-4. - Collana Oscar Bestsellers n.711, Mondadori, 1996, ISBN 978-88-044-1482-7; Collana Nuova narrativa n.851, Roma, Newton Compton, 2017, ISBN 978-88-227-1710-8. vincitore dell'Anthony Award for Best First Novel nel 1995
- L'angelo delle tenebre (The Angel of Darkness, 1997), traduzione di Piero Spinelli, Collana Omnibus, Milano, Mondadori, 1999, ISBN 978-88-044-5857-9. - Collana Oscar Bestsellers, Mondadori, 2000, ISBN 978-88-044-7723-5.
- Surrender, New York, 2016.

#### Altri romanzi
- Casing the Promised Land, 1980
- Killing Time, 2000
- The Italian Secretary, 2005, un mistery con Sherlock Holmes
- The Legend of Broken, 2012

### Saggistica
- America Invulnerable: The Quest for Absolute Security from 1912 to Star Wars, scritto con James Chace, 1989.
- The Devil Soldier: The American Soldier of Fortune Who Became a God in China, 1992.
- Terrorismo. Perché ha sempre fallito e fallirà ancora (The Lessons of Terror: A History of Warfare Against Civilians: Why It Has Always Failed and Why It Will Fail Again, 2002), traduzione di Alessio Catania, Collana Frecce, Milano, Mondadori, 2002, ISBN 978-88-045-0439-9.

#### Memorie
- Il mio mostro adorato. Masha, la gatta che ho salvato e che poi ha salvato me (My Beloved Monster: Masha, the Half-wild Rescue Cat Who Rescued Me, 2024), collana Oceani, traduzione di Carlo Prosperi, Milano, La nave di Teseo, 2025, ISBN 978-88-346-2123-3.